# Mistrovství Evropy v atletice 1978

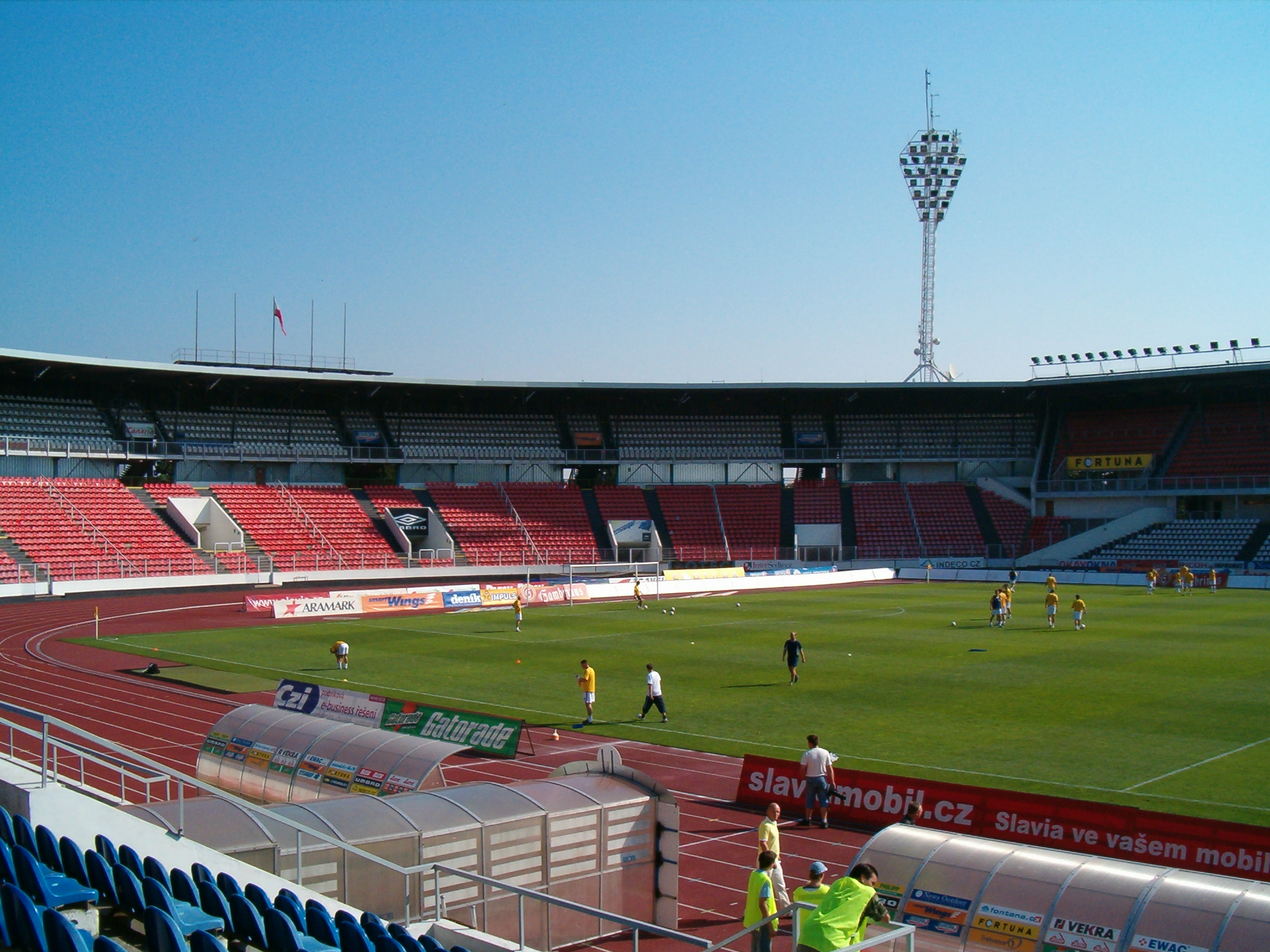
Stadion Evžena Rošického na Strahově

12. mistrovství Evropy v atletice se uskutečnilo ve dnech 29. srpna – 3. září 1978 v Praze na strahovském stadionu Evžena Rošického.
Na programu bylo celkově 40 disciplín (24 mužských a 16 ženských). Na tomto šampionátu měly ženy poprvé v historii na programu běh na 400 metrů překážek a naopak naposledy pětiboj, který se skládal z následujících disciplín – (100 m přek., vrh koulí, skok daleký, skok do výšky, běh na 800 m). Na následujícím šampionátu v Athénách 1982 absolvovaly ženy sedmiboj.
Českoslovenští atleti vybojovali na domácím šampionátu dvě stříbrné a tři bronzové medaile. Několik dalších atletů postoupilo do finále. Šesté skončilo kvarteto Jarmila Kratochvílová, Jindřiška Kubečková, Eva Raková a Jozefína Čerchlanová ve štafetě na 4 × 400 metrů. Dvojí zastoupení mělo Československo ve finále mužské koule. Jaromír Vlk skončil sedmý, devátý byl Jaroslav Brabec. Osmá místa vybojovali Josef Hrabal (výška) a diskařka Jitka Prouzová.

## Medailisté

### Muži
| Soutěž            | Zlato                                                                                      | Stříbro                                                                          | Bronz                                                                                        |
| ----------------- | ------------------------------------------------------------------------------------------ | -------------------------------------------------------------------------------- | -------------------------------------------------------------------------------------------- |
| 100 m             | Pietro Mennea 10,27                                                                        | Eugen Ray 10,36                                                                  | Vladimir Ignatěnko 10,37                                                                     |
| 200 m             | Pietro Mennea 20,16                                                                        | Olaf Prenzler 20,61                                                              | Peter Muster 20,64                                                                           |
| 400 m             | Franz-Peter Hofmeister 45,73                                                               | Karel Kolář 45,77                                                                | Francois Demarthon 45,97                                                                     |
| 800 m             | Olaf Beyer 1:43,84                                                                         | Steve Ovett 1:44,09                                                              | Sebastian Coe 1:44,76                                                                        |
| 1500 m            | Steve Ovett 3:35,59                                                                        | Eamonn Coghlan 3:36,57                                                           | David Moorcroft 3:36,70                                                                      |
| 5000 m            | Venanzio Ortis 13:28,57                                                                    | Markus Ryffel 13:28,66 Alexandr Fedotkin 13:28,66                                | neudělena                                                                                    |
| 10 000 m          | Martti Vainio 27:30,99                                                                     | Venanzio Ortis 27:31,48                                                          | Aleksandras Antipovas 27:31,50                                                               |
| Maraton           | Leonid Mosejev 2.11:57                                                                     | Nikolaj Penzin 2.11:59                                                           | Karel Lismont 2.12:07                                                                        |
| 110 m překážek    | Thomas Munkelt 13,54                                                                       | Jan Pusty 13,55                                                                  | Arto Bryggare 13,56                                                                          |
| 400 m překážek    | Harald Schmid 48,51                                                                        | Dmitrij Sťukalov 49,72                                                           | Vasilij Arčipenko 49,77                                                                      |
| 3000 m překážek   | Bronisław Malinowski 8:15,08                                                               | Patriz Ilg 8:16,92                                                               | Ismo Toukonen 8:18,29                                                                        |
| Štafeta 4 × 100 m | Polsko 38,58 Zenon Nowosz Zenon Licznerski Leszek Dunecki Marian Woronin                   | NDR 38,78 Manfred Kokot Eugen Ray Olaf Prenzler Alexander Thieme                 | Sovětský svaz 38,82 Sergej Vladimircev Nikolaj Kolesnikov Alexandr Axinin Vladimir Ignatěnko |
| Štafeta 4 × 400 m | Západní Německo 3:02,03 Martin Weppler Franz-Peter Hofmeister Bernd Herrmann Harald Schmid | Polsko 3:03,62 Jerzy Włodarczyk Zbigniew Jaremski Cezary Łapiński Ryszard Podlas | Československo 3:03,99 Josef Lomický František Břečka Miroslav Tulis Karel Kolář             |
| Chůze na 20 km    | Roland Wieser 1.23:12                                                                      | Pjotr Počenčuk 1.23:43                                                           | Anatolij Solomin 1.24:12                                                                     |
| Chůze na 50 km    | Jorge Llopart 3.53:30                                                                      | Veniamin Soldatěnko 3.55:13                                                      | Jan Ornoch 3.55:16                                                                           |
| Skok do výšky     | Vladimir Jaščenko 2,30 m                                                                   | Alexandr Grigorjev 2,28 m                                                        | Rolf Beilschmidt 2,28 m                                                                      |
| Skok o tyči       | Vladimir Trofimenko 5,55 m                                                                 | Antti Kalliomäki 5,50 m                                                          | Rauli Pudas 5,45 m                                                                           |
| Skok daleký       | Jacques Rousseau 8,18 m                                                                    | Nenad Stekić 8,12 m                                                              | Vladimir Cepeljov 8,01 m                                                                     |
| Trojskok          | Miloš Srejović 16,94 m                                                                     | Viktor Sanějev 16,93 m                                                           | Anatolij Piskulin 16,87 m                                                                    |
| Vrh koulí         | Udo Beyer 21,08 m                                                                          | Alexandr Baryšnikov 20,68 m                                                      | Wolfgang Schmidt 20,30 m                                                                     |
| Hod diskem        | Wolfgang Schmidt 66,82 m                                                                   | Markku Tuokko 64,90 m                                                            | Imrich Bugár 64,66 m                                                                         |
| Hod kladivem      | Jurij Sedych 77,28 m                                                                       | Roland Steuk 77,24 m                                                             | Karl-Hans Riehm 77,02 m                                                                      |
| Hod oštěpem       | Michael Wessing 89,12 m                                                                    | Nikolaj Grebnjev 87,82 m                                                         | Wolfgang Hanisch 87,66 m                                                                     |
| Desetiboj         | Alexandr Grebeňuk 8 340 bodů                                                               | Daley Thompson 8 289 bodů                                                        | Siegfried Stark 8 208 bodů                                                                   |

### Ženy
| Soutěž            | Zlato                                                                                                  | Stříbro                                                                                             | Bronz                                                                                          |
| ----------------- | --- | --------------------------------------------------------------------------------------------------- | ---------------------------------------------------------------------------------------------- |
| 100 m             | Marlies Göhrová 11,13                                                                                  | Linda Haglundová 11,29                                                                              | Ljudmila Maslakovová 11,31                                                                     |
| 200 m             | Ljudmila Kondraťjevová 22,52                                                                           | Marlies Göhrová 22,53                                                                               | Carla Bodendorfová 22,64                                                                       |
| 400 m             | Marita Kochová 48,94 (WR)                                                                              | Christina Brehmerová 50,38                                                                          | Irena Szewińská 50,40                                                                          |
| 800 m             | Taťjana Providochinová 1:55,80                                                                         | Naděžda Muštová 1:55,82                                                                             | Zoja Rigelová 1:56,57                                                                          |
| 1500 m            | Giana Romanovová 3:59,01                                                                               | Natalia Marasescuová 3:59,77                                                                        | Totka Petrovová 4:00,15                                                                        |
| 3000 m            | Světlana Ulmasovová 8:33,16                                                                            | Natalia Marasescuová 8:33,53                                                                        | Grete Waitzová 8:34,33                                                                         |
| 100 m překážek    | Johanna Klierová 12,62                                                                                 | Taťjana Anisimovová 12,67                                                                           | Gudrun Berendová 12,73                                                                         |
| 400 m překážek    | Taťána Zelencovová 54,89                                                                               | Silvia Hollmannová 55,14                                                                            | Karin Roßleyová 55,36                                                                          |
| Štafeta 4 × 100 m | Sovětský svaz 42,54 Věra Anisimovová Ljudmila Maslakovová Ljudmila Kondraťjevová Ljudmila Storoškovová | Spojené království 42,72 Beverley Goddardová Kathy Smallwoodová Sharon Colyearová Sonia Lannamanová | NDR 43,07 Johanna Klierová Monika Hamannová Carla Bodendorfová Marlies Göhrová                 |
| Štafeta 4 × 400 m | NDR 3:21,20 Christiane Marquardtová Barbara Krugová Christina Brehmerová Marita Kochová                | Sovětský svaz 3:22,53 Taťána Proročenková Naděžda Muštová Taťjana Providochinová Maria Piniginová   | Polsko 3:26,76 Małgorzata Grajewská Krystyna Kacperczyková Genowefa Błaszaková Irena Szewińská |
| Skok do výšky     | Sara Simeoniová 2,01 m                                                                                 | Rosemarie Ackermannová 1,99 m                                                                       | Brigitte Holzapfelová 1,95 m                                                                   |
| Skok daleký       | Vilma Bardauskienė 6,88 m                                                                              | Angela Voigtová 6,79 m                                                                              | Jarmila Nygrýnová 6,69 m                                                                       |
| Vrh koulí         | Ilona Slupianeková 21,41 m                                                                             | Helena Fibingerová 20,86 m                                                                          | Margitta Pufeová 20,58 m                                                                       |
| Hod diskem        | Evelin Jahlová 66,98 m                                                                                 | Margitta Pufeová 64,04 m                                                                            | Natalia Gorbačovová 63,58 m                                                                    |
| Hod oštěpem       | Ruth Fuchsová 69,16 m                                                                                  | Tessa Sandersonová 62,40 m                                                                          | Ute Hommolaová 62,32 m                                                                         |
| Pětiboj           | Margit Pappová 4 655 bodů                                                                              | Burglinde Pollaková 4 600 bodů                                                                      | Kristine Nitzscheová 4 599 bodů                                                                |

## Medailové pořadí
| Pořadí | Stát                             | Zlato | Stříbro | Bronz | Celkem |
| ------ | -------------------------------- | ----- | ------- | ----- | ------ |
| 1.     | Sovětský svaz                    | 12    | 12      | 11    | 35     |
| 2.     | Německá demokratická republika   | 12    | 10      | 10    | 32     |
| 3.     | Západní Německo                  | 4     | 2       | 2     | 8      |
| 4.     | Itálie                           | 4     | 1       | 0     | 5      |
| 5.     | Polsko                           | 2     | 2       | 3     | 7      |
| 6.     | Spojené království               | 1     | 4       | 2     | 7      |
| 7.     | Finsko                           | 1     | 2       | 3     | 6      |
| 8.     | SFR Jugoslávie                   | 1     | 1       | 0     | 2      |
| 9.     | Francie                          | 1     | 0       | 1     | 2      |
| 10.    | Maďarská lidová republika        | 1     | 0       | 0     | 1      |
| 10.    | Španělsko                        | 1     | 0       | 0     | 1      |
| 12.    | Československo                   | 0     | 2       | 3     | 5      |
| 13.    | Rumunská socialistická republika | 0     | 2       | 0     | 2      |
| 14.    | Švýcarsko                        | 0     | 1       | 1     | 2      |
| 15.    | Irsko                            | 0     | 1       | 0     | 1      |
| 15.    | Švédsko                          | 0     | 1       | 0     | 1      |
| 17.    | Belgie                           | 0     | 0       | 1     | 1      |
| 17.    | Bulharská lidová republika       | 0     | 0       | 1     | 1      |
| 17.    | Norsko                           | 0     | 0       | 1     | 1      |